# Давид I Мампали
Давид I (груз. დავით I; умер 23 февраля 943 года) — грузинский принц Тао-Кларджети из династии Багратионов, правил с титулом мампали в Аджарии и Нигали с 889 года и в Кларджети с 900 года до его отречения в 943 году. Константин Порфирородный называет его «великим».

## Биография
Давид I был старшим сыном Сумбата I, основателя линии Кларджских Багратидов. После смерти Сумбата в 889 году младший брат Давида, Баграт I, стал преемником в Кларджети, а владения Давида были ограничены менее важными территориями Аджарии и Нигали. После смерти Баграта в 900 году Давид возвратил Кларджети с его ключевой крепостью и торговым городом Артануджи. Он отрёкся от престола в пользу своего сына Сумбата II и умер монахом в 943 году. У него было двое детей от неизвестной жены, его дочь вышла замуж за Адарнасе Багратиона, принца Артануджи-Кларджети.
Давид упоминается Константином VII Багрянородном в его книге «Об управлении империей», в которой титул Давида на греческом языке переводится как «мампалис» (др.-греч. μάμπαλις) и неправильно переводить его как «всё-святое».